# Уонсбек
Уонсбек (англ. River Wansbeck) — река в Нортамберленде.
Длина — 50 км. Уонсбек берёт начало к западу от озёр Суитоп-Лох. Река протекает в восточном направлении.
Уонсбек протекает деревни Кирквелпингтон, Хартберн, Митфорд, где в неё впадает река Фонт, столицу графства город Морпет, далее через Ашингтон к заливу Сэнди Северного моря около городка Ньюбиггин-бай-те-Си.
В 1970-е гг рядом с мостом на трассе А189 был возведен шлюз стоимостью 250 000 фунтов стерлингов. Нижнее течение реки объявлено частью загородного парка.
Хотя длина реки всего 50 км, через неё построено два десятка мостов, в том числе два железнодорожных.

## Галерея
- Уонсбек в верховьях
- Река в парке Ашингтона
- Пешеходный мост в Морпете
- Устье Уонсбека